# ولسوالی آیبک
ولسوالی آیبک، ایبک یا سمنگان یکی از ۷ ولسوالی‌‌‌‌ ولایت سمنگان، به مرکزیت شهر ایبک در شمال افغانستان است. ایبک از ولسوالی‌های درجه دوم ولایت سمنگان بوده، پهناوری آن ۱۵۵۳ کیلومتر مربع است و با ۱۲۰٬۸۳۳ نفر جمعیت در سال ۱۳۹۹، پر جمعیت‌ترین ولسوالی ولایت سمنگان می‌باشد.
ولسوالی ایبک از شمال و غرب با ولسوالی حضرت سلطان، از شرق با ولایت قندوز و از جنوب با ولسوالی خرم و سارباغ محدود می‌باشد.

## منبع‌ها
1. ↑  «برآورد نفوس کشور:١٣٩٩» (PDF). اداراه احصائیه مرکزی افغانستان. ٢٨ می ٢٠٢٠. بایگانی‌شده از اصلی (PDF) در ۳ ژوئیه ۲۰۲۰. دریافت‌شده در ٢٨ می ٢٠٢١.

- مشارکت‌کنندگان ویکی‌پدیا. «Samangan Province». در دانشنامهٔ ویکی‌پدیای انگلیسی، بازبینی‌شده در ۴ اسفند ۱۳۹۰ خورشیدی.